# 马丁瓷螺
马丁瓷螺（学名：Balcis martini），是异足目瓷螺科Balcis的一种。主要分布于韩国、中国大陆、台湾，常栖息在浅海沙底。